# Дубы (Ровненская область)
Дубы (укр. Дуби) — село в Белокриницкой сельской общине Ровненского района Ровненской области Украины.
Население по переписи 2001 года составляло 591 человек. Почтовый индекс — 35325. Телефонный код — 362. Код КОАТУУ — 5624689807.